# John Pennekamp Coral Reef State Park

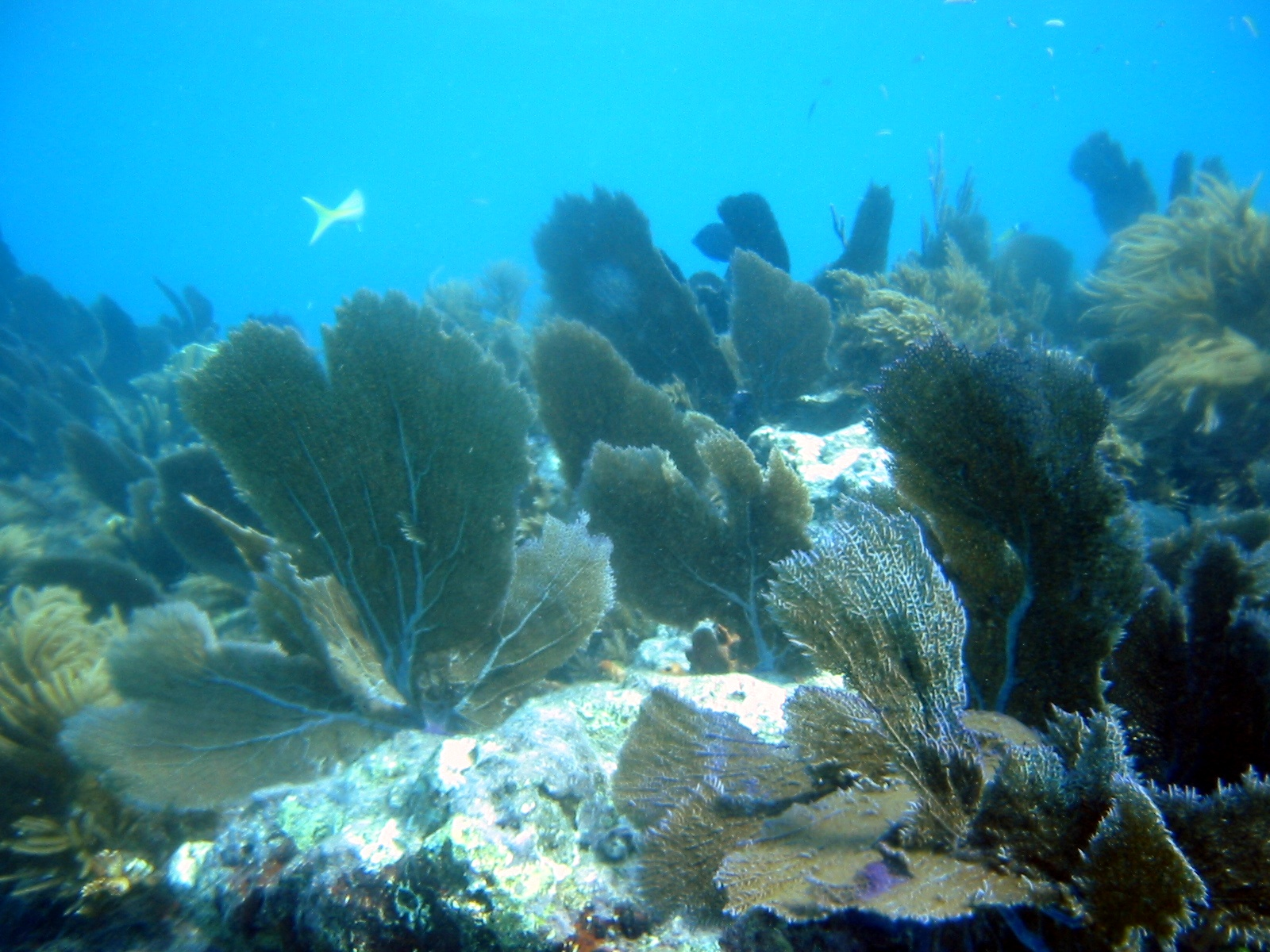
Korallenriff im John Pennekamp Coral Reef State Park

Der John Pennekamp Coral Reef State Park ist ein State Park im Monroe County im US-Bundesstaat Florida. Der Park liegt am Mile Marker 102.5 am Overseas Highway nördlich von Key Largo am Largo Sound.

## Geographie
Der Park liegt im Zentrum der Insel Key Largo auf den Florida Keys. Der Park ist großteils ein Unterwasserpark. Der über 200 km² große Park ist 34 km lang und 13 km breit und erstreckt sich über fünf Kilometer weit in den Atlantik hinein. Von der Parkfläche sind 1168 Hektar Land und etwa 216 km² Wasserfläche. An den Park grenzt das Florida Keys National Marine Sanctuary, mit diesem Schutzgebiet zusammen umfasst das unter Naturschutz stehende Wasserfläche 610 km². Auf der Insel Key Largo grenzen im Norden das Crocodile Lake National Wildlife Refuge und der Dagny Johnson Key Largo Hammock Botanical State Park an den Park.

## Flora und Fauna
Die Landfläche des Parks ist mit tropischer Vegetation, als Hammocks bezeichnete Hartholzinseln aus Tamarindenbäumen und Swietenia sowie Mangrovenwäldern bedeckt. Unter Wasser liegen Seegrasfelder und das einzige lebende Korallenriff der kontinentalen USA. Das Riff beginnt vor Miami und erstreckt sich insgesamt 355 km bis zu den Dry Tortugas und gilt damit als das weltweit drittgrößte lebende Korallenriff. In dem Korallenriff leben 40 verschiedene Korallenarten und mehr als 650 Fischarten.

## Geschichte

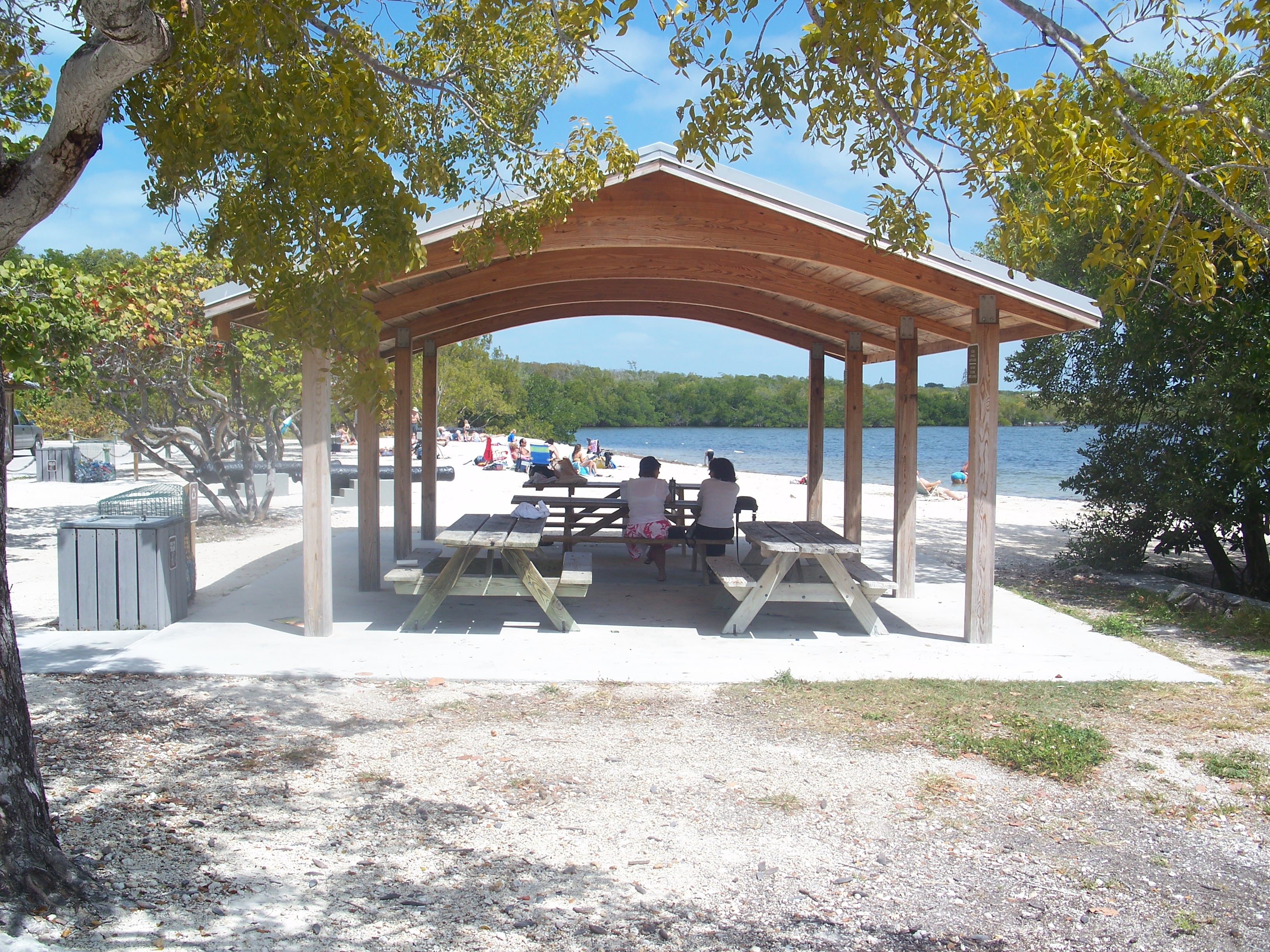
Picknickplatz im Park

Als 1928 eine Kommission zur Gründung eines Nationalparks in den Everglades ihre Arbeit aufnahm, sollte der zu gründende Park auch die Insel Key Largo und das Korallenriff umfassen. Da das Monroe County Steuerausfälle befürchtete, lehnte es diese Grenzen ab. Als die Kommission 1946 seine Arbeit wieder aufnahm, wurde der Intracoastal Waterway zur bis heute gültigen Ostgrenze des Parks. Der Vorsitzende der Kommission, der Herausgeber des Miami Herald John Pennekamp, setzte sich jedoch für die Gründung eines Parks um das Korallenriff ein. Die Existenz des Korallenriffs war zu dieser Zeit durch Zerstörungen ernsthaft bedroht, so dass LeRoy Collins, der Gouverneur von Florida, das Key Largo Coral Reef Preserve schuf. Collins überzeugte US-Präsident Eisenhower, Flächen der Bundesregierung dem Staat Florida zu übertragen, so dass er am 10. Dezember 1960 den John Pennekamp Coral Reef State Park gründen konnte. Zu dem Zeitpunkt bestand der Park allerdings nur aus Wasserflächen, bis durch Bemühungen von Pennekamp ein 30 Hektar großes Landgebiet am Largo Sound erworben werden konnte. 1963 wurde der Park als erster Unterwasserpark der USA für das Publikum geöffnet.  Der Park wurde populär und konnte aufgrund von Schenkungen erweitert werden. Der italienische Schnorchler Egidi Cress stiftete der Underwater Society of America eine von Guido Galletti geschaffene, 2,6 m hohe Jesusstatue aus Bronze, die 1965 als Christ of the Abyss (dt. Christus der Tiefe) in sieben Meter Tiefe an den Key Largo Dry Rocks vor dem Park versenkt wurde und seitdem ein beliebtes Ziel von Schnorchlern und Tauchern ist. 1972 wurden die Parkgrenzen erweitert und angrenzende Gebiete als Florida Keys National Marine Sanctuary unter Naturschutz gestellt. Heute wird der Park von über 1 Mio. Besuchern jährlich besucht.

## Touristische Anlagen
Der Besuch des Parks ist gebührenpflichtig. Im Park liegt ein Besucherzentrum, das mit einem 113 000 l großen Salzwasseraquarium, verschiedenen Ausstellungen und Filmvorführungen in die Ökologie des Parks einführt. Im Park befinden sich ein Campingplatz mit 47 Stellplätzen, Picknickplätze sowie eine Marina mit Bootsrampe. Der Park verfügt über zwei künstliche Strände. Am Cannon Beach kann geschnorchelt und ein nachgebautes Wrack einer spanischen Galeone erkundet werden, während der palmenbestandene Far Beach hauptsächliche ein Badestrand ist. Ein Glasbodenboot bietet Fahrten zum Korallenriff an, Besucher können Kanus oder Kajaks mieten und auf einem vier Kilometer langen Wasserweg die Mangrovensümpfe erkunden. Im Unterwasserpark kann getaucht, geschnorchelt oder geangelt werden, durch das Festland des Parks führen drei kurze Spazierwege. Der Mangrove Loop führt auf einem Bohlenweg durch die Mangrovensümpfe zu einer Beobachtungsplattform, während der Wild Tamarind Trail und der Grove Trail durch Laubwaldbereiche führen.